# Заяц, жаренный по-берлински
«Заяц, жаренный по-берлински» — российский комедийный телесериал о Великой Отечественной войне, снятый по мотивам одноимённой повести Олега Буркина. Показ первой серии состоялся на телеканале «Россия-1» в 2011 году незадолго до празднования Дня Победы 9 мая.

## Сюжет
1941 год. Пётр Егорович Ломов — шеф-повар известного московского ресторана «Метрополь», в котором обедают самые высокопоставленные лица Советского союза. Его фирменное блюдо — заяц, жаренный по-берлински, именно им Пётр накормил немецкого атташе 21 июня 1941 года. 22 июня началась война, и сын повара Иван Ломов отправился на фронт.
В 1942 году Пётр Ломов и его друг-кондитер Павел Синдяшкин всё так же работают в опустевшем ресторане особого назначения и ждут писем от Ивана. Но однажды вместо письма Пётр получает похоронку на имя сына и решает во что бы то ни стало попасть на фронт, чтобы отомстить за него.
На фронте Ломову очень пригодятся его знания в кулинарии, травах и языках. Ломов, который при помощи генерала подделал документы и числится слесарем (так как поваров не отправляют на передовую), выполняет различные задания: разведка, доставка немецких военнопленных.
Но однажды он неосторожно раскритиковал обеды Корытина и вынужден был доказывать Клячину и капитану Трошкину, что можно приготовить кашу лучше. После перловки с цезарскими мухоморами капитан Трошкин догадался, что Пётр Ломов не слесарь, а документы поддельные, но не стал предавать это огласке, а назначил Ломова старшим поваром.
Уже работая на кухне, растапливая печку, Пётр заметил среди газет на растопку статью о геройском поступке Ивана Ломова и понял, что сын его жив. Выясняется, что газета эта гарнизонная, а значит, Иван Ломов служит рядом с ним, медсестра Нина советует Ломову отправится в гарнизонный госпиталь. Ломов, одновременно выполняя задание капитана Трошкина, тайно на машине Клячина прибывает в тыл. Передав послание Трошкина лично генералу, Пётр отправляется в больницу, где лежит Иван Ломов. Однако, вместо сына он находит полного тёзку, другого Ивана Ломова. После стычки с пьяным Клячиным Пётр возвращается на передовую.
Став главным по кухне, Ломов всё равно попадает в гущу боевых действий. Он отправился ловить рыбу, а поймал двух немецких солдат и одного офицера. Одним из них оказался полевой повар Кох, бывший русский немец.
В Москве, в ресторане «Метрополь», Павел Синдяшкин, заменяющий шеф-повара, пытается приготовить обед для делегации, обсуждающей открытие второго фронта. У него получается всё, кроме главного блюда — зайца, жаренного по-берлински.
Тем временем на фронте капитан Трошкин понимает, что они практически взяты в кольцо, но без приказа начальства не может отступать, поэтому взрывает мост — единственное место, где могли бы на них напасть немцы. На следующей день капитан Трошкин приказывает прорвать кольцо в самом безопасном месте и уходить в тыл. Операция, в которой участвует немецкий повар Кох, проходит успешно, однако есть потери.
Далее Ломов выполняет ещё одно задание и не оставляет попыток найти сына. Причём в этом ему помогает медсестра Нина, которая влюблена в него.
Пётр Егорович Ломов пройдёт всю войну, и победа принесёт ему приятный сюрприз.[какой?]

## В ролях
| Актёр               | Роль                                              |
| ------------------- | ------------------------------------------------- |
| Артур Ваха          | шеф-повар Пётр Егорович Ломов                     |
| Даниил Спиваковский | кондитер Павел Синдяшкин                          |
| Инга Оболдина       | медсестра Нина Берёзкина                          |
| Сергей Сипливый     | особист Геннадий Валерьевич Клячин                |
| Римма Зюбина        | Клавдия Синдяшкина (жена Павла)                   |
| Валерий Астахов     | сержант Василий Корытин (повар при полевой кухне) |
| Владимир Лилицкий   | Иван Ломов (сын Петра)                            |
| Анна Топчий         | Варя Синдяшкина (дочь Павла)                      |
| Тамара Яценко       | Антонина Семёновна (соседка Петра и Павла)        |
| Вадим Набоков       | капитан Трошкин                                   |
| Вячеслав Соломка    | Колька                                            |
| Вадим Геращенков    | солдат-почтальон                                  |
| Борис Барский       | смотритель зоопарка                               |
| Олеся Жураковская   | главврач Наталья Владимировна                     |